# Il ciambellone
Il ciambellone è un atto unico di Achille Campanile, portato al debutto al Teatro degl'Indipendenti di Roma il 20 marzo 1925.

## Trama
In una dimora borghese si festeggia in famiglia il fidanzamento della giovane Carlotta con l'Atleta, un giovane bello e spavaldo. Arriva dalla campagna lo zio Nicola, portando come graditissimo dono un ciambellone, dolce tipico dell'Italia Centrale. Tutti i membri della famiglia cercano di tagliare il ciambellone, ma è durissimo e tagliarlo si rivela impresa ardua. Si cerca con ogni mezzo di intaccare il grande dolce, vengono chiamati un fabbro, un ipnotizzatore e un colonnello degli Ussari con la sua spada (che va in mille pezzi). Alla fine il padrone di casa ci prova con la dinamite: salta per aria l'intero appartamento, muoiono tutti. «Solo il ciambellone pende dal soffitto, intatto».

## Rappresentazioni ed edizioni
Questo secondo atto unico di Achille Campanile andò in scena, al Teatro degl'Indipendenti diretto da Anton Giulio Bragaglia, un mese dopo il primo, Centocinquanta la gallina canta . Si intitolava, allora, Il ciambellone fatale e fu collocato come farsa finale dopo la rappresentazione del dramma di Giuseppe Ravegnani L'incubo delle cose tristi.
Insieme agli altri atti unici rappresentati a metà anni Venti al Teatro degl'Indipendenti è considerato da molti un precursore del teatro dell'assurdo di Eugène Ionesco, e in particolare di Amedeo o come sbarazzarsene (1954), dove al posto del ciambellone ci sarà un cadavere che produce funghi e muffe e cresce di ora in ora fino a invadere l'intero appartamento e uccidere il padrone di casa.
Il ciambellone fu pubblicato per la prima volta nel 1927, con il titolo Una festa in famiglia, dalla casa editrice "Il fauno" di Roma in un volume che includeva anche L'inventore del cavallo. Fu poi ripubblicato, con il titolo attuale, da Treves nel 1931 nel volume Teatro completo e da Einaudi nel 1971 nel volume L'inventore del cavallo e altre quindici commedie.